# Správní obvod obce s rozšířenou působností Děčín
Správní obvod obce s rozšířenou působností Děčín je od 1. ledna 2003 jedním ze tří správních obvodů rozšířené působnosti obcí v okrese Děčín v Ústeckém kraji. Čítá 34 obcí.
Města Děčín, Benešov nad Ploučnicí a Česká Kamenice jsou obcemi s pověřeným obecním úřadem.

## Seznam obcí
Poznámka: Města jsou vyznačena tučně.
- Arnoltice
- Benešov nad Ploučnicí
- Bynovec
- Česká Kamenice
- Děčín
- Dobkovice
- Dobrná
- Dolní Habartice
- Františkov nad Ploučnicí
- Heřmanov
- Horní Habartice
- Hřensko
- Huntířov
- Janov
- Janská
- Jetřichovice
- Jílové
- Kámen
- Kunratice
- Kytlice
- Labská Stráň
- Ludvíkovice
- Malá Veleň
- Malšovice
- Markvartice
- Merboltice
- Růžová
- Srbská Kamenice
- Starý Šachov
- Těchlovice
- Valkeřice
- Velká Bukovina
- Verneřice
- Veselé

## Obyvatelstvo
| Rok  | Obyv.   | ± %     |
| ---- | ------- | ------- |
| 1869 | 71 306  | —       |
| 1880 | 78 339  | +9,9 %  |
| 1890 | 84 507  | +7,9 %  |
| 1900 | 94 680  | +12 %   |
| 1910 | 106 320 | +12,3 % |

| Rok  | Obyv.   | ± %     |
| ---- | ------- | ------- |
| 1921 | 102 929 | −3,2 %  |
| 1930 | 112 127 | +8,9 %  |
| 1950 | 72 013  | −35,8 % |
| 1961 | 75 363  | +4,7 %  |
| 1970 | 77 686  | +3,1 %  |

| Rok  | Obyv.  | ± %    |
| ---- | ------ | ------ |
| 1980 | 81 317 | +4,7 % |
| 1991 | 79 794 | −1,9 % |
| 2001 | 79 314 | −0,6 % |
| 2011 | 76 447 | −3,6 % |
| 2021 | 73 720 | −3,6 % |